# Gammelbyviken, Hangö
Gammelbyviken är en vik i Finland. Den ligger i Hangö i landskapet Nyland, i den södra delen av landet, 110 km väster om huvudstaden Helsingfors.